# Buellia xanthonica
Buellia xanthonica är en lavart som först beskrevs av Elix, och fick sitt nu gällande namn av Elix. Buellia xanthonica ingår i släktet Buellia och familjen Physciaceae.   Inga underarter finns listade i Catalogue of Life.